# Prove Me Wrong
Prove Me Wrong è un singolo del gruppo musicale britannico Echo & the Bunnymen, pubblicato il 28 ottobre 1991.
Fu il secondo singolo pubblicato dalla band con Noel Burke come cantante. Fu il primo distribuito con la nuova etichetta, Euphoric Records. Uscì come CD singolo (E001CD) e in 12" (E001T) e venne prodotto dal gruppo. Le tracce extra/lato B, Fine Thinge Reverberation vennero registrate dal vivo dalla BBC a Manchester.

## Tracce
1. Enlighten Me - 3:59
2. Fine Thing (Live) - 3:45
3. Reverberation (Live) - 2:47